# Haliclystus octoradiatus
Espèce
Haliclystus octoradiatus  est une espèce de Stauroméduses appartenant à la famille des Lucernariidae.

## Habitat et répartition
Cette espèce est présente dans les eaux de l'océan Pacifique et celles de l'océan Atlantique au large du Canada et des États-Unis.

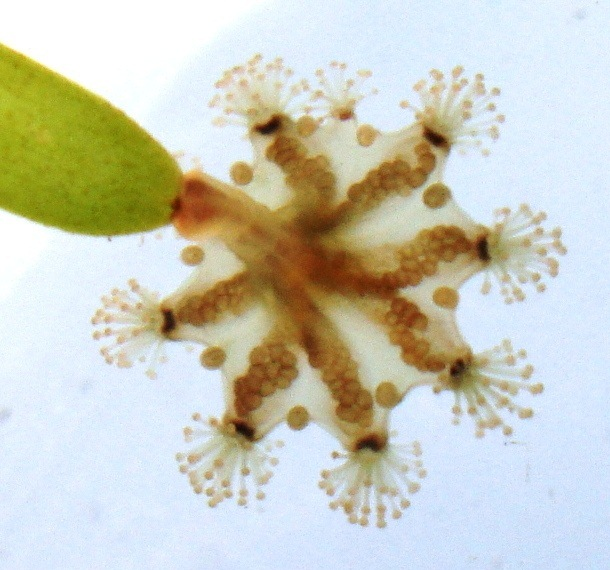
Haliclystus octoradiatus